# فرانك أونيكا
فرانك أونيكا (مواليد 1 يناير 1998) هو لاعب كرة قدم نيجيري يلعب في مركز خط الوسط في نادي برينتفورد.